# Keith Brooking
Keith Howard Brooking (Senoia, 20 novembre 1974) è un ex giocatore di football americano statunitense che ha militato nel ruolo di linebacker nella National Football League (NFL).

## Biografia
Dopo avere giocato al college a Georgia Tech, Brooking fu scelto come 12º assoluto nel Draft NFL 1998 dagli Atlanta Falcons. Nella sua prima stagione raggiunse il Super Bowl XXXIII, perso contro i Denver Broncos. Dopo avere concluso la stagione 2000 in lista infortunati, l'anno successivo guidò i Falcons con 167 tackle venendo convocato per il Pro Bowl, il primo giocatore dei Falcons ad esservi selezionato dal 1998. Nel 2002, Brooking divenne il quinto giocatore della storia della franchigia a totalizzare 200 tackle in una stagione, dopo Tommy Nobis (296 nel 1966), Fulton Kuykendall (284 nel 1978), Buddy Curry (229 nel 1983) e Jessie Tuggle (201 nel 1990, 207 nel 1991), venendo di nuovo convocato per il Pro Bowl. Rimase coi Falcons per undici stagioni fino al 2008, venendo selezionato per cinque Pro Bowl consecutivi.
Il 28 febbraio 2009, Brookins firmò coi Dallas Cowboys un contratto triennale del valore di sei milioni di dollari. Nella prima annata con la nuova squadra, portò a nove la sua striscia di stagioni consecutive con almeno cento tackle. Chiuse la carriera firmando un contratto annuale nel 2012 coi Denver Broncos

## Palmarès

### Franchigia
- National Football Conference Championship: 1

Atlanta Falcons: 1998

### Individuale
- Convocazioni al Pro Bowl: 5

2001, 2002, 2003, 2004, 2005
- All-Pro: 2

2002, 2004

## Statistiche
| Tackle         | 1.435 |
| Sack           | 22,0  |
| Intercetti     | 13    |
| Fumble forzati | 9     |